# Tepuihyla rimarum
Tepuihyla rimarum är en groddjursart som beskrevs av Ayarzagüena, Señaris och Stefan Gorzula 1993. Tepuihyla rimarum ingår i släktet Tepuihyla och familjen lövgrodor. IUCN kategoriserar arten globalt som sårbar. Inga underarter finns listade i Catalogue of Life.